# آرنو روسمان
آرنو روسمان (استونیایی: Arno Rossman؛ زادهٔ ۱ ژانویهٔ ۱۹۵۴) سیاستمدار و نماینده سابق مجلس اهل استونی است.